# Constantin Stamaty
Konstantínos Stamátis (en grec : Κωνσταντίνος Σταμάτης), en français Constantin Stamaty, décédé en 1817, fut un agent secret grec au service de la Révolution française puis de Napoléon.

## Biographie
En 1796, il fut officiellement nommé consul de France à Bucarest. Mais, l'Empire ottoman s'y opposa car il était grec et donc sujet ottoman. Il fut uniquement chancelier du consulat. Il fut en contact étroit avec le poète et révolutionnaire grec Rigas. À la fin de cette même année, il rejoignit Bonaparte en Italie. On lui attribue les manifestes envoyés par le Directoire aux Grecs, dans leur langue, le 2 Frimaire an VII. Il s'installa ensuite comme agent commercial au consulat d'Ancône. Il s'agissait d'une couverture : il dirigeait le réseau de propagande républicaine dans l'Empire turc. Il envoyait aussi des armes et des munitions en Roumélie et en Morée